# Cyanolicimex
Cyanolicimex is een geslacht van wantsen uit de familie van de Cimicidae (Bedwantsen). Het geslacht werd voor het eerst wetenschappelijk beschreven door Carpintero & Di Iorio in 2010.

## Soorten
Het genus bevat de volgende soorten:

- Cyanolicimex patagonicus Carpintero, Di Iorio, Masello & Turienzo, 2010